# Hybos culiciformis
Hybos culiciformis är en tvåvingeart som först beskrevs av Fabricius 1775.  Hybos culiciformis ingår i släktet Hybos och familjen puckeldansflugor. Arten är reproducerande i Sverige. Inga underarter finns listade i Catalogue of Life.

## Bildgalleri

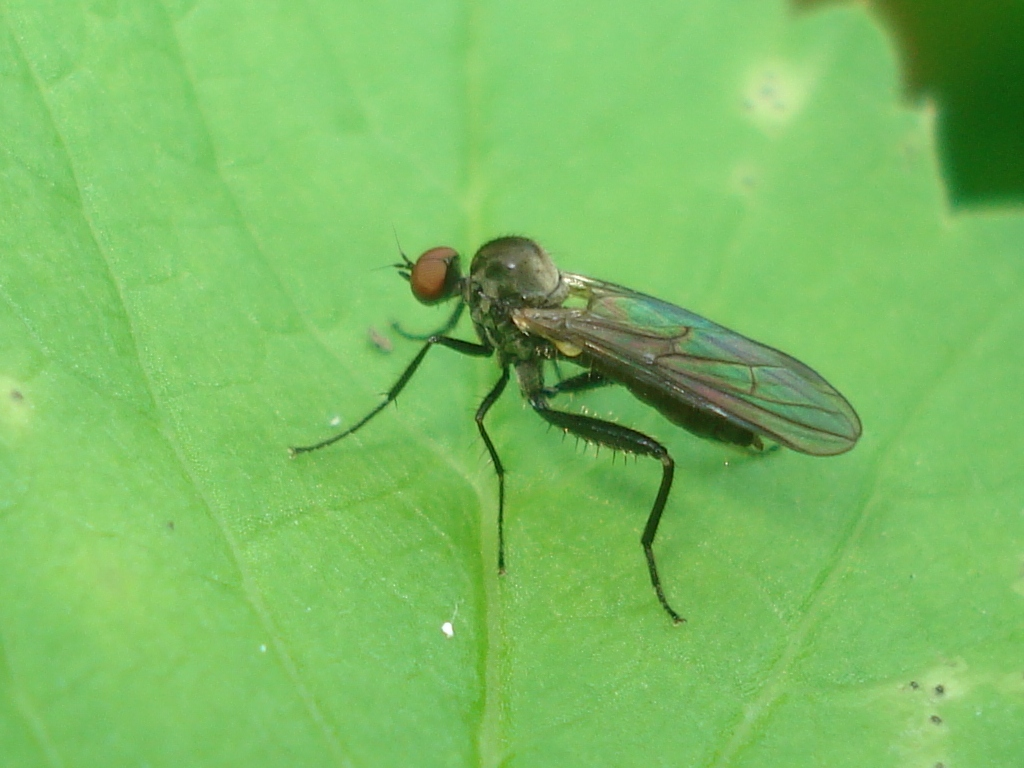